# Gillian O'Sullivan
Gillian O'Sullivan, född den 21 augusti 1976, är en irländsk före detta friidrottare som tävlade i gång.
O'Sullivan deltog vid VM 1999 då hon placerade sig som 32:a på 20 km gång. Hon var även med vid Olympiska sommarspelen 2000 där hon blev tia.
Vid EM 2002 i München slutade hon på en fjärde plats och hennes karriärs höjdpunkt blev VM 2003 i Paris där hon blev silvermedaljör efter ryskan Jelena Nikolajeva. 
O'Sullivan valde att avsluta sin karriär 2007.